# Lilian Heinz
Lilian Heinz (26 de junio de 1935) es una exvelocista argentina que compitió en los Juegos Olímpicos de Verano de 1952 y ganó medallas en dos Juegos Panamericanos. 
Compitió en los Juegos Panamericanos de 1951 a los 15 años, ganando la medalla de bronce en los 100 metros y el relevo de 4 x 100 metros. Un año después, compitió en los Juegos Olímpicos de Verano de 1952 de Helsinki, Finlandia. Corrió los 100 metros y terminó tercera en su primera ronda, lo que la eliminó de la competencia.  Días después participó en los 200 metros, siendo eliminada nuevamente en la fase eliminatoria tras finalizar en cuarta posición.  Su última prueba en los Juegos Olímpicos fue el relevo 4 x 100 metros junto a sus compañeras de equipo Lilian Buglia, Gladys Erbetta y Ana María Fontán. Terminaron en tercer lugar detrás de los equipos de Australia y Países Bajos, por lo que no avanzaron a la final. 
Heinz luego compitió en los Juegos Panamericanos de 1955 en la Ciudad de México, donde formó parte del equipo que ganó la medalla de plata en el relevo de 4 x 100 metros. 